# Emersonella mucronata
Emersonella mucronata is een vliesvleugelig insect uit de familie van de Eulophidae. De wetenschappelijke naam is voor het eerst geldig gepubliceerd in 2002 door Christer Hansson.